# Seide und Erkenntnis

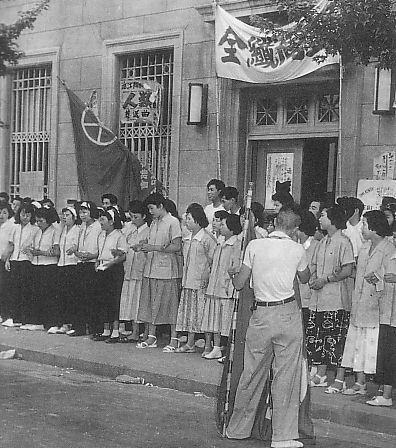
Fotografie des Omi-Kenshi-Streiks vom 18. Juli 1954. Der Streik war die primäre Inspiration für Seide und Erkenntnis.

Seide und Erkenntnis (japanisch 絹と明察, Kinu to meisatsu) ist ein am 15. Oktober 1964 veröffentlichter sozialkritischer Roman des japanischen Schriftstellers Yukio Mishima.
Thematisch lehnt sich der Roman an den echten Streik an der Seidenfabrik Omi Kenshi aus dem Jahr 1954 an, der 106 Tage andauerte. Protagonist ist der Unternehmer Komazawa Zenjiro, der seine Seidenfabrik wie eine Familie führt und sich seinen Arbeitern gegenüber wie ein „Vater“ fühlt. Durch verschiedene Intrigen, initiiert durch den Gewerkschafter Okano, werden die Arbeiter der Firma zu einem Streik angezettelt, der sich derart zuspitzt, dass Komazawa an einem Hirnschlaganfall verstirbt. Okano übernimmt seine Stellung, versteht aber schnell die Philosophie seines Vorgängers.
Mishima bedeutete das Werk viel, weshalb er seinen engen Vertrauten John Nathan – Übersetzer von Der Seemann, der die See verriet – darum bat, auch Seide und Erkenntnis ins Englische zu übersetzen. Nachdem dieser sich dagegen entschied und stattdessen Eine persönliche Erfahrung von Kenzaburō Ōe zur Aufgabe nahm, brach Mishima den Kontakt ab. Die Übersetzung sollte bis 1998 auf sich warten lassen, als Hiroaki Sato die Aufgabe übernahm.
Seide und Erkenntnis wurde kritisch durchaus wohlwollend aufgenommen und gewann unter anderem den "Mainichi-Preis" des renommierten Literaturmagazins Mainichi Shimbun. Kommerziell hingegen wurde es Mishimas größter Misserfolg, mit lediglich 18.000 verkauften Einheiten in der ersten Verkaufswoche (zum Vergleich: Von Mishimas zweitem als Misserfolg geltendem Roman Kyōkos Haus konnte man immerhin 150.000 Exemplare in der ersten Woche absetzen). Die übersetzten Editionen im Ausland waren zwar erfolgreicher, dennoch blieben die Endzahlen bis heute enttäuschend.
In Mishimas Gesamtbibliografie wird Seide und Erkenntnis als eines der unbedeutendsten seiner Werke abgetan. Es ist – entgegen den meisten seiner anderen Veröffentlichungen – auch kaum Betreff literarischer Diskussionen.

## Handlung

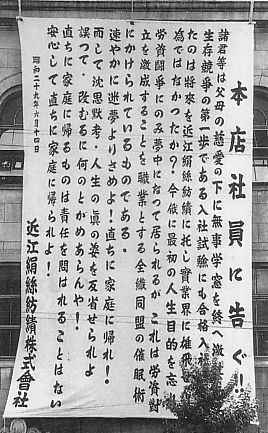
Liste der Aufforderungen der Arbeiter des Omi-Kenshi-Streiks.

Der 55-jährige Komazawa Zenjiro ist Präsident der "Komazawa Spinning Co. Ltd." in Ōtsu (früher "Ōmi") in der Provinz Ōmi, der führenden Seidenfabrik im asiatischen Raum. Das Unternehmen hat durch gezielte Vetternwirtschaft einen außerordentlichen Wachstum erreichen können. Die Blue-Collar-Arbeitskräfte werden verhältnismäßig gut entlohnt, unterzeichneten im Gegenzug in ihrem Arbeitsvertrag aber auch die Bedingung, für eine bessere Firmenführung Einblicke in das Postgeheimnis sowie Eingriffe in das Privatleben dulden zu müssen. Unter anderem schlafen seine Arbeiter in der Fabrik, dürfen Nachts nicht raus und werden bei Komazawas täglichem Routinegang auf dem Kopf gestreichelt. Komazawa selbst betrachtet seine Arbeiter als „erweiterte Familie“ und fühlt sich in seiner Ein-Mann-Führungsrolle wie „der Vater der Arbeiter.“
Auf dem internationalen Arbeitsmarkt ist "Komazawa Spinning Co. Ltd." nunmehr ein Dorn im Auge der mehrheitlich US-amerikanischen Konkurrenz. Auch in seiner Arbeitspraxis und dem systematischen Wegschauen der japanischen Politiker und Justiz stoßen sie auf Bedenken. Der junge Gewerkschaftsvertreter Okano – ein großer Bewunderer der Werke Heideggers und Hölderlins – fasst den Entschluss, die Arbeiter zu einem Streik anzustacheln. Prompt startet er seine Recherche: er überredet die 40-jährige Geisha Kikuno Kontakt zu Komazawa aufzubauen und fragt diese nach den Zuständen in der Fabrik aus.
Über Kikuno lernt Okano das junge Liebespaar Otsuki und Hiroko kennen, beide als Arbeiter in der Fabrik tätig. Zusammen mit ihnen übt Okano vermehrten Druck auf die Medien und Zeitungen aus und erreicht unter anderem den Abbruch der Geschäftsbeziehungen zwischen einer Tokioer Bank und "Komazawa Spinning Co. Ltd." aufgrund „inhumaner Arbeitsbedingungen.“ Auch die Arbeiter schließen sich an und protestieren gegen die „diktatorischen“ Praktiken Komazawas. Als die Arbeiter Komazawa nachhause verfolgen und ihm zurufen, seine Predigten über Familie seien „Heuchelei“, bricht dieser infolge eines ischämischen Schlaganfalls zusammen und wird ins Krankenhaus geliefert.
Im Krankenhaus liegend zeigt sich Komazawa großteils uneinsichtig, äußert aber Mitgefühl für die Menschen, „die aufgrund der Überreaktion seiner Familie beinahe des Todes gestorben sind.“ Nach wenigen Wochen verstirbt er. Auf Initiative der Arbeiter wird "Komazawa Spinning Co. Ltd." nicht im Namen des Tennōs versteigert, sondern an Okano überschrieben. Obwohl Okano anfangs die Arbeitsbedingung lockert und die Privatsphäre seiner Arbeiter akzeptiert, merkt er – je mehr er diese kennenlernt – bemerkt er das väterliche Empfinden, das auch Komazawa vorher verspürte, und empfindet immer stärker den Drang, Verantwortung für seine Arbeiter, die „verloren wirken“, zu übernehmen.

## Hintergrund

### Inspirationen

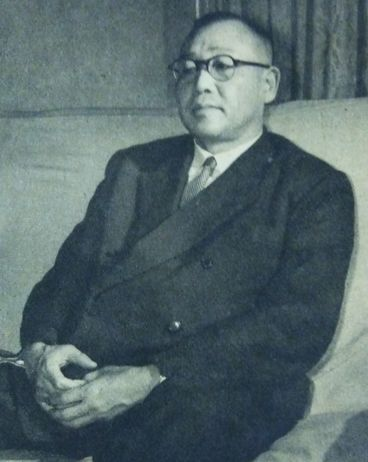
Kakuji Natsukawa war Gründer und Leiter der Seidenfabrik und damit wohl das Vorbild für den Protagonisten Komazawa.

Die Vater-Familien-Konstellation, die sich durch den Roman zieht, entnahm Mishima eigenen Angaben nach aus seiner Beziehung mit seinem Vater:

„Die Arbeiter, die Japaner und Ich, wir alle kennen das Problem mit unserem Vater allzu gut. In meinen Zwanzigern stand ich meinem Vater ablehnend gegenüber. Es war nicht bis Der Tempelbrand, dass ich seine Art der Zuneigung verstehen konnte. Nach der Hochzeit hatte ich aber leider nie wirklich Zeit, alle Missverständnisse wieder gutzumachen.“

Ihm sei gleichzeitig wichtig gewesen zu zeigen, dass es sich bei derart innigen Beziehungen nicht um „Sohn gegen Vater“ oder „Gut gegen Böse“ geht. Eine Philosophie mag zwar nach außen als „böse“ erscheinen und dennoch später seinen wahren Wert entfalten. Auf Nachfrage bestätigte Mishima, dass die Seidenfirma unter Komazawa auch für das „alte, nicht-verwestlichte Japan“ stehen soll, das für ein vermeintlich besseres „modernes Japan“ umgestürzt werden soll, ehe der Charme des alten bewusst wird:

„Okano erkennt in Komazawa Etwas, das es zu zerstören gilt. Komazawa – der Vertreter der Seide (altes Japan) – stirbt schließlich im Wissen um seine guten und schlechten Seiten und Okano fühlt sich auf einmal zu dieser Seide hingezogen.“

Basierend auf den Kenntnissen und Mishimas eigener Philosophie ist es auch nicht fernliegend, seine Verteidigung der „patriarchalen Ethik“ als Verteidigung des Tennō zu sehen, der mit der Nachkriegsverfassung erheblich an Einfluss verloren hat und sich – bekanntlich zum Missfallen Mishimas – erzwungenermaßen seiner Heiligkeit entsagen musste.
Vorbild für das Leitszenario war der 106-tägige Arbeitsstreik an der Omi-Seidenfabrik, der im Juni 1954 seinen Anfang fand. Für seine Recherche führte Mishima mit mehreren ehemaligen Arbeitern Interviews.

### Chronologie der Veröffentlichung
Der Roman wurde seriell von Januar bis Oktober 1964 im Gunzō-Magazin veröffentlicht. Die Hardcover-Edition erschien am 15. Oktober 1964 bei Kōdansha.
Die Veröffentlichung im englischen Raum – der Markt, der Mishima am wichtigsten war – war von Komplikationen geplagt. Ursprünglich dachte Mishima an, seinen engen Vertrauten John Nathan mit einer Übersetzung zu beauftragen, nachdem er dessen Version von Der Seemann, der die See verriet gelesen und für gut befunden hat. Nathan sagte der Anfrage zu, insbesondere da Mishima seine eigene Verbindung zu dem Roman geschildert hatte. Der erste Eindruck des Buches hinterließ ihn unbeeindruckt, weshalb er sich doch spontan entschied, stattdessen Eine persönliche Erfahrung von Kenzaburō Ōe zu übersetzen. Mit Ōe verband Mishima eine jahrelange Feindschaft, die insbesondere durch ihre konträren politischen Ansichten begründet wurde. Mishima brach in Folge den Kontakt zu Nathan ab.
Es sollte schließlich bis 1998 dauern, als Hiroaki Sato – mit der Assistenz von Frank Gibney – Seide und Erkenntnis als siebtes Volumen seiner Library of Japan Serie übersetzen sollte. Finanzielle Unterstützung für das Projekt kam unter anderem durch das Pomona College in Claremont, Kalifornien.